# Giovanni Giorgio del Monferrato
Giovanni Giorgio del Monferrato, född 1488, död 1533, var en italiensk länsherre. Han var regerande markis i Monferrato 1530-1533. 